# Strada statale 741 By pass del Galluzzo
La strada statale 741 By pass del Galluzzo (SS 741), già nota come nuova strada ANAS 387 By-pass del Galluzzo (NSA 387), è una strada statale italiana funzionale all'accesso alla città di Firenze.

## Percorso
La strada ha origine alla rotonda con via Senese (tratto ormai declassato della strada statale 2 Via Cassia): da qui ha inizio il tunnel Le Romite, lungo 255 metri, che permette di superare una collina e raggiungere via delle Bagnese, a cui si innesta con una rotatoria e che segna la fine del primo tratto aperto nel 2014.
La strada prosegue poi in direzione del RA 3 Firenze-Siena che raggiunge dopo aver superato il ponte sulla Greve (105 metri), il tunnel Poggio Secco (1.255 metri) e quello del Colle (700 metri), tratto aperto nel 2017.
L'innesto avviene quindi in corrispondenza dell'uscita Firenze del RA 3, non lontano dallo svincolo Firenze Impruneta dell'A1 Milano-Napoli.
La strada ha ottenuto la classificazione attuale sul finire del 2015, inizialmente con l'itinerario "Rotatoria con via Senese - Rotatoria con via delle Bagnese" corrispondente alla tratta allora in esercizio; questo venne poi modificato nel corso del 2017 in "Rotatoria con via Senese - Rotatoria con via delle Bagnese - Svincolo con R.A. Siena Firenze", con l'apertura dell'ultimo tratto.
L'opera costituisce una più ampia infrastruttura che permette un nuovo accesso al centro abitato di Firenze provenendo dall'A1 Milano-Napoli (svincolo Firenze Impruneta) e dal RA 3 Firenze-Siena (e viceversa) evitando l'attraversamento del centro abitato di Galluzzo.